# Eduarda Piai
Eduarda Piai (nascida em 14 de dezembro de 1991) é uma tenista brasileira.
Piai joga principalmente torneios no ITF Women's World Tennis Tour, onde tem ganhado dois títulos individuais e 15 dobros até a data. Em outubro de 2013 atingiu suas melhores posições no ranking mundial em individuais com o posto 359 e em dobros em dezembro de 2014 com o posto 350.

## Finais da ITF

### Individuais: 6 (2 títulos, 4 Subcampeonatos)
| Prêmios                 |
| ----------------------- |
| torneios de USD 100,000 |
| torneios de USD 80,000  |
| torneios de USD 60,000  |
| torneios de USD 25,000  |
| torneios de USD 15,000  |
| torneios de USD 10,000  |

| Finais por superfície |
| --------------------- |
| Dura (0–1)            |
| Saibro (2–5)          |
| Grama (0–0)           |
| Pasta (0–0)           |

| Resultado | G/P | Data          | Torneio                        | Nível  | Superfície | Adversário       | Pontuação     |
| --------- | --- | ------------- | ------------------------------ | ------ | ---------- | ---------------- | ------------- |
| Victoria  | 1-0 | novembro 2012 | ITF Assunção, Paraguai         | 10,000 | Arcilla    | Andrea Benitez   | 6–3, 7–6(6)   |
| Perda     | 1-1 | julho 2014    | ITF Campos do Jordao 2, Brasil | 15,000 | Dura       | Gabriela Cé      | 3–6, 2–6      |
| Perda     | 1-2 | Setembro 2014 | ITF Quito 2, Equador           | 10,000 | Arcilla    | Fernanda Brito   | 5–7, 6–0, 0-6 |
| Victoria  | 2-2 | setembro 2015 | ITF San Carlos, Argentina      | 10,000 | Arcilla    | Daniela Seguel   | 6–1, 2–6, 6-3 |
| Perda     | 2-3 | dezembro 2017 | ITF Cantanduva, Brasil         | 15,000 | Arcilla    | Nathaly Kurata   | 1–6, 4–6      |
| Perda     | 2-4 | setembro 2019 | ITF Buenos Aires, Argentina    | 15,000 | Arcilla    | Guillermina Naya | 2–6, 2–6      |

### Em duplas: 34 (15 títulos, 19 subcampeonatos)
| Prêmios                 |
| ----------------------- |
| torneios de USD 100,000 |
| torneios de USD 80,000  |
| torneios de USD 60,000  |
| torneios de USD 25,000  |
| torneios de USD 15,000  |
| torneios de USD 10,000  |

| Finais por superfície |
| --------------------- |
| Dura (3–7)            |
| Saibro (12–27)        |
| Erva (0–0)            |
| Pasta (0–0)           |

| Resultado | V–P   | Data          | Torneio                           | Nivel  | Quadra | Parceira               | Adversárias                                     | Score             |
| --------- | ----- | ------------- | --------------------------------- | ------ | ------ | ---------------------- | ----------------------------------------------- | ----------------- |
| Vencedora | 1–0   | junho 2011    | ITF Santos, Brasil                | 10,000 | Saibro | Karina Venditti        | Andrea Benitez · Raquel Piltcher                | 6–4, 6-4          |
| Vice      | 1–1   | agosto 2011   | ITF São Paulo, Brasil             | 10,000 | Saibro | Karina Venditti        | Maria Fernanda Alves · Fernanda Hermenegildo    | 6–7, 6-4, 4-6     |
| Vice      | 1–2   | agosto 2011   | ITF Mogi das Cruzes, Brasil       | 10,000 | Saibro | Karina Venditti        | Flavia Dechandt Araujo · Laura Pigossi          | 6–7, 6-4, 2-6     |
| Vencedora | 2–2   | junho 2012    | ITF Santos, Brasil                | 10,000 | Saibro | Karina Venditti        | Gabriela Cé · Raquel Piltcher                   | 6–3, 7-6(4)       |
| Vencedora | 3–2   | agosto 2012   | ITF Arequipa, Perú                | 10,000 | Saibro | Karina Venditti        | Fernanda Brito · Raquel Piltcher                | 6–1, 6-2          |
| Vencedora | 4–2   | agosto 2012   | ITF Lima, Perú                    | 10,000 | Saibro | Karina Venditti        | Aranza Salut · Ana Sofía Sánchez                | 6–4, 3-6, 10-8    |
| Vice      | 4–3   | março 2013    | ITF Ribeirai Preto, Brasil        | 10,000 | Saibro | Karina Venditti        | Andrea Benitez · Carla Forte                    | 6(2)–7, 1-6       |
| Vencedora | 5–3   | novembro 2013 | ITF São José do Rio Preto, Brasil | 10,000 | Saibro | Suallen Abel           | Gabriela Cé · Nathalia Rossi                    | 6–3, 7-6(3)       |
| Vencedora | 6–3   | dezembro 2013 | ITF São Paulo, Brasil             | 10,000 | Saibro | Nathaly Kurata         | Gabriela Cé · Pei Chi Lee                       | 6-1, 1-6, 10-8    |
| Vencedora | 7–3   | dezembro 2013 | ITF São José Dos Santos, Brasil   | 10,000 | Saibro | Nadia Podoroska        | Fernanda Brito · Stephanie Petit                | 7-6(4), 7-5       |
| Vice      | 7–4   | março 2014    | ITF Ribeirai Preto, Brasil        | 10,000 | Saibro | Gabriela Cé            | Maria Fernanda Alves · Ana Clara Duarte         | 4-6, 6-4, 9-11    |
| Vice      | 7–5   | março 2014    | ITF São José Dos Campos, Brasil   | 10,000 | Saibro | Gabriela Cé            | Maria Fernanda Alves · Paula Cristina Gonçalves | 6(0)-7, 5-7       |
| Vice      | 7–6   | junho 2014    | ITF Villa Maria, Argentina        | 10,000 | Saibro | Ingrid Gamarra Martins | Sofía Luini · Ana Madcur                        | 2-6, 6-4, 7-10    |
| Vice      | 7–7   | agosto 2014   | ITF Quito, Ecuador                | 10,000 | Saibro | Nathaly Kurata         | María Paulina Pérez García · Paula Pérez García | 5-7, 6(4)-7       |
| Vencedora | 8–7   | outubro 2014  | ITF Lima, Perú                    | 10,000 | Saibro | Fernanda Brito         | Victoria Bosio · Francesca Segarelli            | 4-6, 7-6(9), 10-6 |
| Vencedora | 9–7   | outubro 2014  | ITF Lima, Perú                    | 10,000 | Saibro | Fernanda Brito         | María Paulina Pérez García · Paula Pérez García | 7-6(0), 6-4       |
| Vice      | 9–8   | dezembro 2014 | ITF Santiago, Chile               | 25,000 | Saibro | Fernanda Brito         | Lauren Albanese · Alexa Guarachi                | 4-6, 1-6          |
| Vice      | 9–9   | abril 2015    | ITF Santiago, Chile               | 15,000 | Saibro | Fernanda Brito         | Guadalupe Pérez Rojas · Nadia Podoroska         | 4-6, 4-6          |
| Vice      | 9–10  | maio 2015     | ITF Villa Maria, Argentina        | 10,000 | Saibro | Nathaly Kurata         | Ana Victoria Gobbi Monllau · Constanza Vega     | 2-6, 3-6          |
| Vice      | 9–11  | agosto 2015   | ITF Buenos Aires, Argentina       | 10,000 | Saibro | Nathaly Kurata         | Fernanda Brito · Daniela Seguel                 | 2-6, 2-6          |
| Vice      | 9–12  | agosto 2015   | ITF Buenos Aires 2, Argentina     | 10,000 | Saibro | Nathaly Kurata         | Fernanda Brito · Daniela Seguel                 | 3-6, 2-6          |
| Vencedora | 10–12 | abril 2016    | ITF Bauru, Brasil                 | 10,000 | Saibro | Nathaly Kurata         | Carolina Alves · Julieta Estable                | 7-6(4), 7-5       |
| Vice      | 10–13 | maio 2016     | ITF Villa del Dique, Argentina    | 10,000 | Saibro | Nathaly Kurata         | Fernanda Brito · Camila Giangreco Campiz        | 3-6, 5-7          |
| Vice      | 10–14 | junho 2017    | ITF Hammamet, Túnez               | 15,000 | Saibro | Nathaly Kurata         | María Paulina Pérez García · Paula Pérez García | 3-6, 3-6          |
| Vice      | 10–15 | julho 2017    | ITF Campos do Jordao 2, Brasil    | 15,000 | Dura   | Nathaly Kurata         | Gabriela Cé · Thaisa Grana Pedretti             | 5-7, 4-6          |
| Vencedora | 11–15 | dezembro 2017 | ITF Cantanduva, Brasil            | 15,000 | Saibro | Nathaly Kurata         | Melina Ferrero · Sofía Luini                    | 6-2, 6-3          |
| Vencedora | 12–15 | abril 2018    | ITF Villa del Dique, Argentina    | 15,000 | Saibro | Nathaly Kurata         | Fernanda Brito · Dominique Schaefer             | 6-0, 6-4          |
| Vice      | 12–16 | maio 2019     | ITF Cancún 7, México              | 15,000 | Dura   | Andrea Weedon          | María Portillo Ramirez · Marcela Zacarías       | 2-6, 2-6          |
| Vice      | 12–17 | maio 2019     | ITF Cancún 8, México              | 15,000 | Dura   | Thaisa Grana Pedretti  | María Portillo Ramirez · Marcela Zacarías       | 3-6, 6-7          |
| Vencedora | 13–17 | maio 2019     | ITF Cancún 9, México              | 15,000 | Dura   | Thaisa Grana Pedretti  | Andrea Weedon · Amy Zhu                         | 7-5, 7-5          |
| Vice      | 13–18 | julho 2019    | ITF Cancún 14, México             | 15,000 | Dura   | Ingrid Gamarra Martins | Hind Abdelouahid · Maria Kozyreva               | 6-7, 4-7          |
| Vencedora | 14–18 | julho 2019    | ITF Cancún 15, México             | 15,000 | Dura   | Ingrid Gamarra Martins | Angela Kulikov · Rianna Valdes                  | 6-7(1), 7-5, 11-9 |
| Vencedora | 15–18 | dezembro 2019 | ITF Cancún 26, México             | 15,000 | Dura   | Marcela Zacarías       | Nika Kukharchuk · Emilie Lindh Gallagher        | 2-6, 6-1, 10-7    |
| Vice      | 15–19 | dezembro 2021 | ITF Curitiba, Brasil              | 15,000 | Saibro | Nathaly Kurata         | Lara Escauriza · Noelia Zeballos                | 3-6, 1-6          |